# Désertines (Mayenne)
Désertines – miejscowość i gmina we Francji, w regionie Kraj Loary, w departamencie Mayenne.
Według danych na rok 1990 gminę zamieszkiwało 585 osób, a gęstość zaludnienia wynosiła 22 osoby/km² (wśród 1504 gmin Kraju Loary Désertines plasuje się na 796. miejscu pod względem liczby ludności, natomiast pod względem powierzchni na miejscu 361.).